# Lista dos municípios de Timor-Leste por IDH
Esta é uma lista dos municípios de Timor-Leste pelo Índice de Desenvolvimento Humano (IDH) de 2019, incluindo a região administrativa especial de Oecusse.
| Classificação                | Município                   | IDH (2019)                  | Países comparáveis (2019)   |
| Alto desenvolvimento humano  | Alto desenvolvimento humano | Alto desenvolvimento humano | Alto desenvolvimento humano |
| ---------------------------- | --------------------------- | --------------------------- | --------------------------- |
| 1                            | Dili                        | 0,709                       | África do Sul               |
| Desenvolvimento humano médio |                             |                             |                             |
| 2                            | Liquiçá                     | 0,613                       | Laos                        |
| -                            | Timor-Leste                 | 0,606                       | Vanuatu                     |
| 3                            | Manufahi                    | 0,598                       | Quênia                      |
| 4                            | Covalima                    | 0,596                       | Camboja                     |
| 4                            | Manatuto                    | 0,596                       | Camboja                     |
| 6                            | Aileu                       | 0,594                       | Camboja                     |
| 7                            | Lautém                      | 0,586                       | Zâmbia                      |
| 8                            | Baucau                      | 0,584                       | Zâmbia                      |
| 8                            | Bobonaro                    | 0,584                       | Zâmbia                      |
| 8                            | Viqueque                    | 0,584                       | Zâmbia                      |
| Baixo desenvolvimento humano |                             |                             |                             |
| 11                           | Ainaro                      | 0,545                       | Benim                       |
| 12                           | Ermera                      | 0,543                       | Ruanda                      |
| 13                           | Oecusse (RAE)               | 0,542                       | Ruanda                      |